# Sean Burrell
Sean Burrell (né le 23 février 2002 à Zachary) est un athlète américain spécialiste du 400 mètres haies.

## Biographie
Étudiant à l'Université d'État de Louisiane, il remporte pour les Tigers de LSU le titre des championnats NCAA 2021 à Eugene, améliorant avec le temps de 47 s 85 le record du monde junior du 400 mètres haies qui était détenu depuis 1984 par son compatriote Danny Harris.

## Records
| Épreuve     | Marque  | Lieu   | Date         |
| ----------- | ------- | ------ | ------------ |
| 400 m haies | 47 s 85 | Eugene | 11 juin 2021 |